# Vilhovîi Rih (Novoselivka), Poltava
Vilhovîi Rih (în ucraineană Вільховий Ріг) este un sat în comuna Novoselivka din raionul Poltava, regiunea Poltava, Ucraina.

## Demografie
Componența lingvistică a localității Vilhovîi Rih
     Ucraineană (96,49%)
     Rusă (1,75%)
     Belarusă (1,75%)
Conform recensământului din 2001, majoritatea populației localității Vilhovîi Rih era vorbitoare de ucraineană (96,49%), existând în minoritate și vorbitori de rusă (1,75%) și belarusă (1,75%).